# مارتین بنیتز
مارتین بنیتز (انگلیسی: Martín Benítez؛ زادهٔ ۱۷ ژوئن ۱۹۹۴) یک بازیکن فوتبال اهل آرژانتین است که در پست مهاجم برای اتلتیکو ایندپندینته در لیگ برتر فوتبال آرژانتین بازی می‌کند.